# Nackenheim

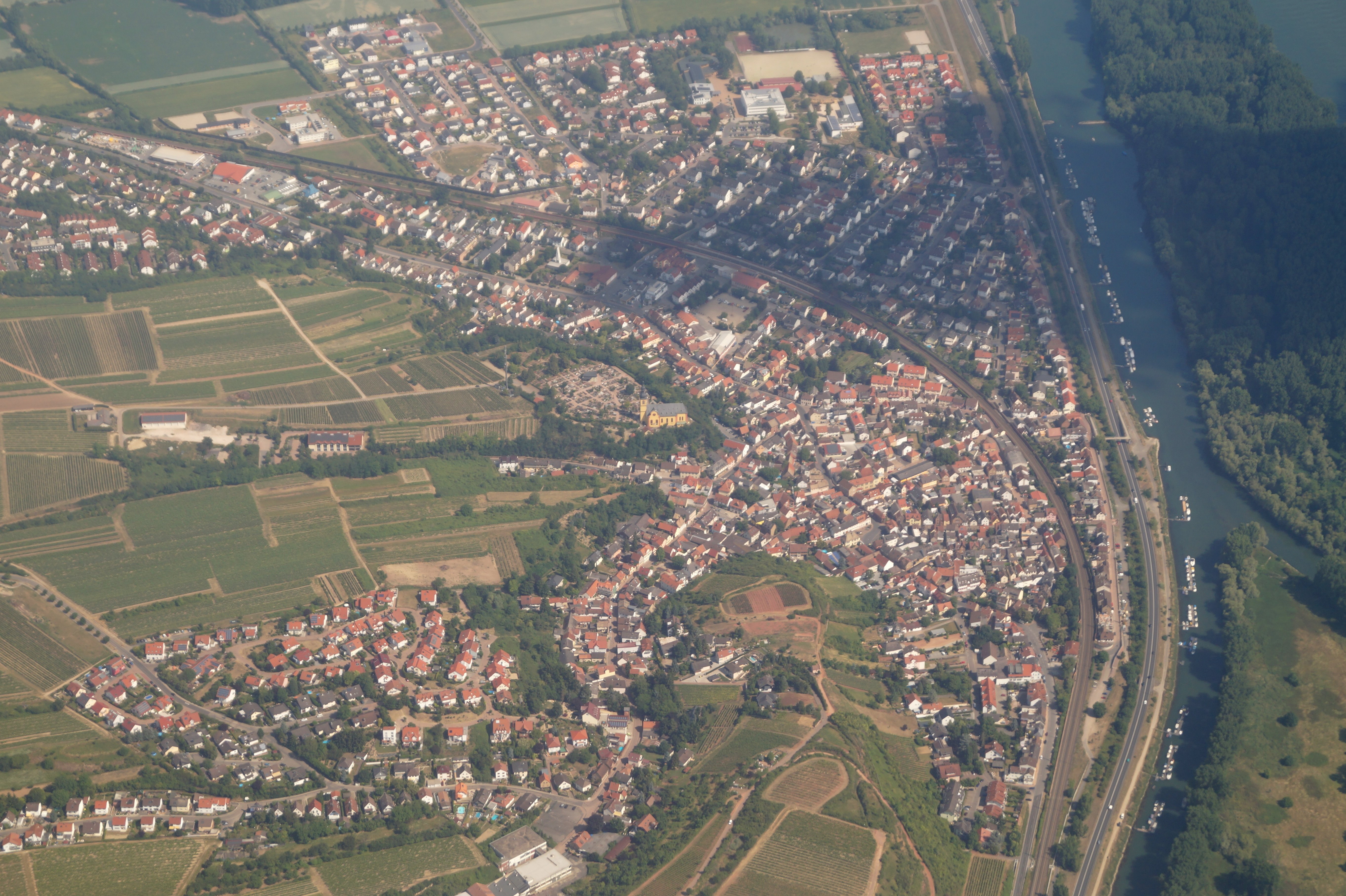
Luftaufnahme von Nackenheim

Nackenheim ist eine Ortsgemeinde und ein Weinbauort in Rheinhessen im Landkreis Mainz-Bingen und liegt ca. 10 Kilometer südlich von Mainz. Nackenheim ist die einzige Ortsgemeinde in der Verbandsgemeinde Bodenheim, die direkt am linken Ufer des Rheins liegt. Nackenheim ist gemäß Landesplanung als Grundzentrum ausgewiesen.

## Geographie

### Lage

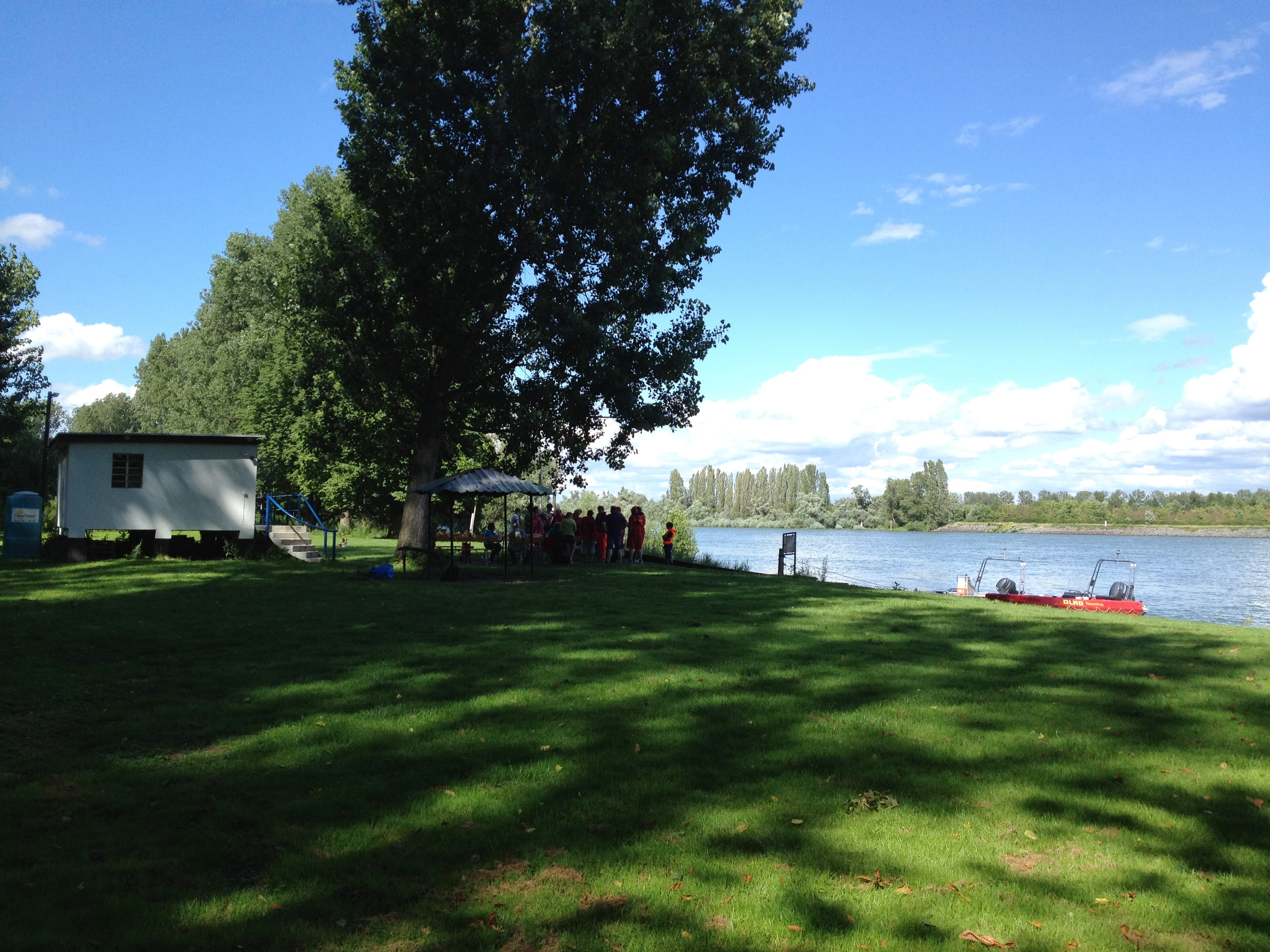
DLRG-Anlandungsstelle auf der Insel Kisselwörth

Nackenheim ist eine zwischen Rebhügeln und dem Rhein gelegene Gemeinde, deren Weinberge vor mehr als 1.200 Jahren erstmals urkundlich erwähnt wurden. Die Inseln Kisselwörth (35 ha) und Sändchen trennen Nackenheim vom Rheinhauptstrom. Zwischen dem bewohnten Gebiet von Nackenheim und diesen beiden Inseln befindet sich der Nebenarm Mühlarm. Die beiden Binneninseln stehen unter Naturschutz und gehören zum FFH-Gebiet Rheinauen. Früher wurde das Gebiet landwirtschaftlich genutzt, heute befinden sich dort Streuobstwiesen. Im Zuge der Rheinbegradigung vergrößerte man die Inseln Kisselwörth und Sändchen durch Uferaufschüttungen und Stromleitwerke.

### Nachbargemeinden
Nackenheim grenzt an die Gemeinden Bodenheim, Nierstein und Lörzweiler in Rheinland-Pfalz sowie Trebur in Hessen auf der anderen Rheinseite.

## Geschichte

### Chronik
| Zeittafel          | |
| ------------------ | --- |
| 2200 v. Chr.       | Jungsteinzeitliches Dorf der Rössener Kultur in der Fruchtgewann der Nackenheimer Gemarkung |
| 1200 v. Chr.       | Urnenfelderfriedhof auf dem Oppenheimer Berg bezeugt bronzezeitliche Besiedlung der Gemarkung |
| 600 v. Chr.        | In der älteren Eisenzeit bestand eine Siedlung der Hallstattkultur auf dem Vogelsreich |
| 250 n. Chr.        | Römische Gutshöfe (villae rusticae) in den Fluren des Rudelheck und Thierhäupter |
| 580 n. Chr.        | Fränkische Grabfunde aus diesen Jahren An der Heidenpforte bestätigen die Gründung des Dorfes im unteren Tal des Eichelbaches                                                                                              |
| 630 n. Chr.        | Das fränkische Dorf scheidet durch königliche Schenkung aus dem Reichsgut und gelangt in den Besitz des Bistums Köln |
| Anfang 8. Jahrh.   | Der Kölner Erzbischof schenkt dem neu entstandenen St. Gereons-Stift seinen Nackenheimer Besitz |
| 772 n. Chr.        | Erste urkundliche Erwähnung zwischen Oktober 771 und Oktober 772 mit einer Schenkung von Teudald und seiner Gemahlin Runtrud über vier Weinberge in Nackenheim an das Kloster Lorsch, (Urkunde 1448).                      |
| 1024 n. Chr.       | Wahl Kaiser Konrads II. auf dem Königsstuhl |
| 1100 n. Chr.       | Sunsweiler und Albisheim sind – später untergegangene – Weiler in der Nakheimer Mark. |
| 1258 n. Chr.       | „Nachenn“ geht vom Kölner St.-Gereons-Stift an das Mainzer St.-Stephans-Stift über |
| 14. bis 16. Jahrh. | Aus dem ortsansässigen Rittergeschlecht von Nackheim gingen bedeutende Priester hervor (Godefried von Nacknheim, Vikar von St. Stephan, Herbord von Nackheim, Kantor des Deutschen Ordens in Mainz)                        |
| 1615               | Nackenheim wird dem Mainzer Kurfürsten unterstellt |
| 1714               | In einem Vertrag zwischen Kurmainz und Kurpfalz wird der Verlauf der Mainzer Staatsgrenze südlich von Nackenheim festgelegt. In Nackenheim gibt es eine Zollstation. (Das Zollhaus auf dem Prof. Pierplatz stand bis 1938) |
| 1792/1793          | Die Bevölkerung leistet in der Nackenheimer Revolution den französischen Bürgereid |
| 1816               | Nackenheim kommt an das Großherzogtum Hessen. Die zwölf rechtsrheinischen Auen gehen verloren |

### Der Name Nackenheim
Die Herkunft des Namens Nackenheim ist ungeklärt. Einer Theorie zufolge soll der Name von einem Häuptling mit dem Namen Nacho abgeleitet worden sein, also „Heim des Nacho“ bedeuten. Eine andere Hypothese besagt, dass der Name von der Lage Nackenheims im „Nacken des Berges“ abzuleiten ist. Beide Theorien sind bislang unbestätigt.

### Einwohnerstatistik
Die Entwicklung der Einwohnerzahl von Nackenheim; die Werte von 1871 bis 1987 beruhen auf Volkszählungen:

Einwohnerentwicklung von Nackenheim von 1815 bis 2017 nach nebenstehender Tabelle

| Jahr | Einwohner |
| 1815 | 826       |
| 1835 | 1.580     |
| 1871 | 1.295     |
| 1905 | 1.669     |
| 1939 | 2.215     |
| 1950 | 2.627     |
| 1961 | 2.759     |

| Jahr | Einwohner |
| 1970 | 3.218     |
| 1987 | 3.891     |
| 1997 | 4.928     |
| 2005 | 5.024     |
| 2017 | 5.760     |
| 2022 | 5.686     |

### Konfessionsstatistik
Mit Stand 30. Juni 2005 waren von den Einwohnern 22,6 % evangelisch, 51,4 % katholisch und 24,0 % waren konfessionslos oder gehörten einer anderen Glaubensgemeinschaft an. Der Anteil der evangelischen und katholischen Kirchenmitglieder an der Gesamtbevölkerung ist seitdem gesunken. Mit Stand Juni 2025 hatten 15,6 % der Einwohner die evangelische Konfession, 35,6 % die katholische. 49,8 % gehörten entweder einer anderen Glaubensgemeinschaft an oder waren konfessionslos.

## Politik

### Gemeinderat
Der Gemeinderat in Nackenheim besteht aus 22 Ratsmitgliedern, die bei der Kommunalwahl am 9. Juni 2024 in einer personalisierten Verhältniswahl gewählt wurden, und dem ehrenamtlichen Ortsbürgermeister als Vorsitzender.
Die Sitzverteilung im Gemeinderat:
| Wahl | SPD | CDU | FDP | FWG | Gesamt   |
| ---- | --- | --- | --- | --- | -------- |
| 2024 | 4   | 5   | –   | 13  | 22 Sitze |
| 2019 | 3   | 9   | 2   | 8   | 22 Sitze |
| 2014 | 7   | 9   | 1   | 5   | 22 Sitze |
| 2009 | 8   | 9   | 1   | 4   | 22 Sitze |
| 2004 | 8   | 10  | 0   | 4   | 22 Sitze |

- FWG = Freie Wählergruppe Nackenheim e. V.

### Bürgermeister
Ortsbürgermeister von Nackenheim ist René Adler (FWG). Bei der Stichwahl am 16. Juni 2019 konnte er sich mit einem Stimmenanteil von 56,0 % gegen die bisherige Amtsinhaberin Margit Grub (CDU) durchsetzen. Bei der Direktwahl am 9. Juni 2024 wurde er ohne Gegenkandidat mit einem Stimmenanteil von 90,2 % für weitere fünf Jahre in seinem Amt bestätigt.
Folgende Personen waren ab 1948 Ortsbürgermeister:
- Paul Lenz, 1948 – 1957
- Richard Bauer, 1957 – 1968
- Günter Ollig (SPD[12]), 1968 – 1974
- Wilhelm Wöll (CDU[13]), 1974 – 1979
- Günter Ollig (SPD), 1979 – 1994
- Bardo Kraus (CDU[14]), 1994 – 2009
- Heinz Hassemer (CDU[15]), 2009 – 2014
- Margit Grub (CDU), 2014 – 2019
- René Adler (FWG), seit 2019

### Wappen
| Wappen von Nackenheim | Blasonierung: „Von Schwarz und Rot durch silberne Leiste geteilt, oben ein silberner Reichsapfel mit silbernem Kreuz, unten ein sechsspeichiges silbernes Rad.“ |
| Wappen von Nackenheim | In einem Gutachten vom 25. Mai 1984 führt Oberarchivrat Karl-Heinz Debus vom Landesarchiv Speyer unter anderem folgendes aus: „Über dem Rathauseingang von Nackenheim befindet sich ein Wappenstein, der von dem vorliegenden Wappen in folgenden Einzelheiten abweicht: Statt des Kreuzes ziert ein Haken mit spitzem Winkel den Reichsapfel und das Rad ist achtspeichig. … Der Schlussstein über dem Rathauseingang bringt, sicherlich in unbewußter Umwandlung, das stets sechsspeichige Mainzer Rad, denn nur um dieses kann es sich handeln, mit acht Speichen. Zum anderen war die Deutung des Reichsapfels unklar. Demandt-Renkhoff (Hessisches Ortswappenbuch, 1956, S. 124 f) legen dar, dass das Mainzer Rad ursprünglich Siegeldarstellungen mit der Steinigung des heiligen Stephanus – Hinweis auf das Mainzer Stephansstift als Patronatsherren der Nackenheimer Gereonskirche – verdrängte. Ebenso erfuhr das der Steinigung Stephans beigefügte Ortszeichen, das zunächst mehr einem Sester glich, immer mehr eine Umwandlung zu einem Reichsapfel hin, weshalb diese Form im nunmehrigen Ortswappen verwandt wird. Die von Demandt-Renkhoff vorgeschlagenen, nunmehr auch verbreiteten Farben Schwarz und Rot, wurden beibehalten, allerdings aus heraldischen Gründen und in Anlehnung an den schon mehrfach genannten Schlussstein mit einer Leiste versehen, deren silberne Farbe in Verbindung mit dem Rot der unteren Schildhälfte auf das Erzstift Mainz verweist. Das Wappen ist historisch wohl begründet und heraldisch einwandfrei; seine Genehmigung wird empfohlen.“ |

### Gemeindepartnerschaft
Französische Partnergemeinde ist Pommard, Département Côte-d’Or, Region Bourgogne-Franche-Comté; sie ist regelmäßig mit einem Weinstand auf dem jährlichen Weinfest vertreten.

## Kultur und Sehenswürdigkeiten

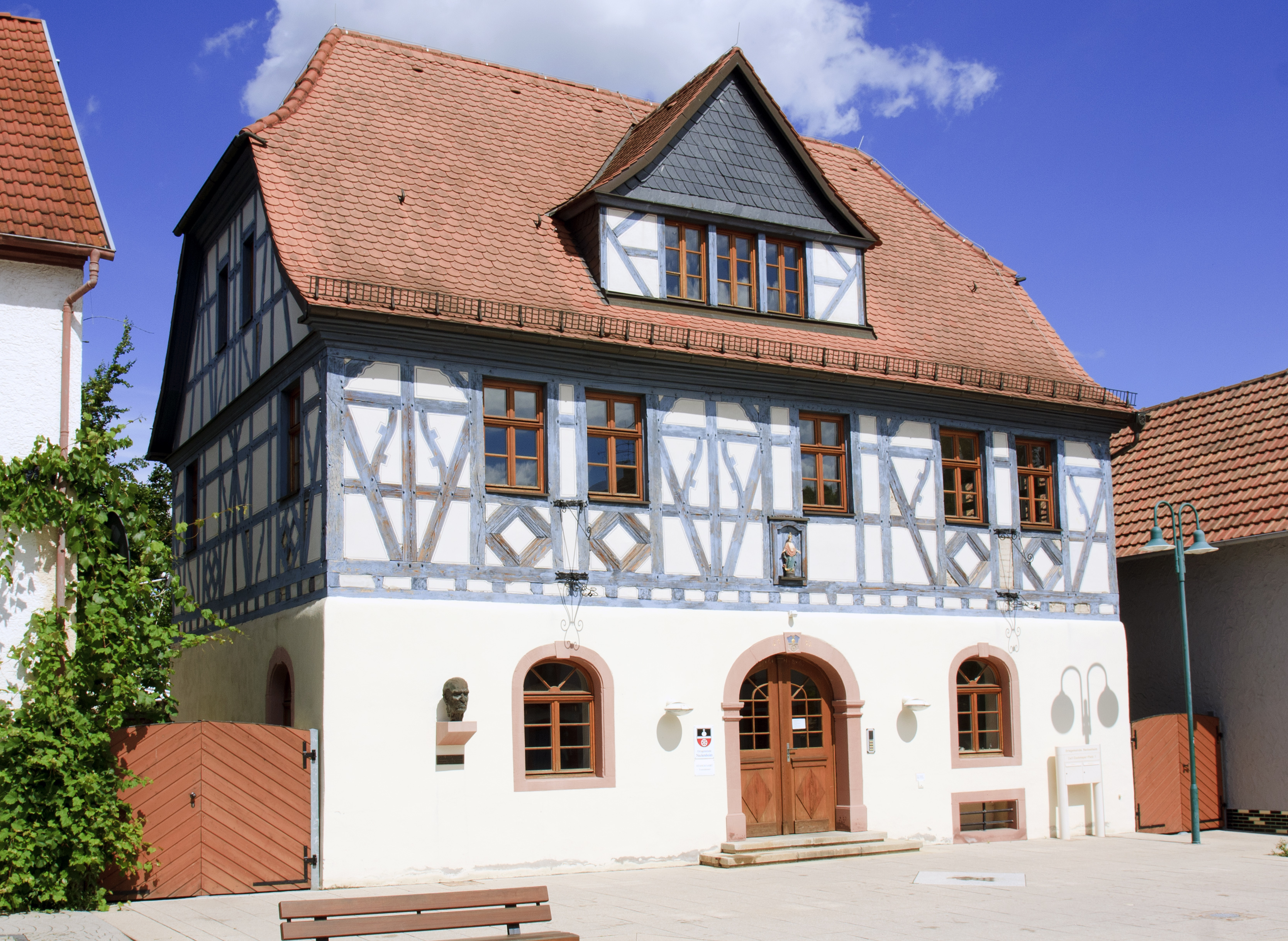
Das Rathaus, ein spätbarocker Walmdachbau

### Bauwerke
Siehe auch: Liste der Kulturdenkmäler in Nackenheim

#### Rathaus
Das Rathaus von Nackenheim stammt von 1751. Der spätbarocke Krüppelwalmdachbau gilt als eines der schönsten Fachwerkhäuser in Rheinhessen. An der Fassade befindet sich eine Büste des aus Nackenheim stammenden Schriftstellers Carl Zuckmayer (1896–1977).

#### Pfarrkirche St. Gereon

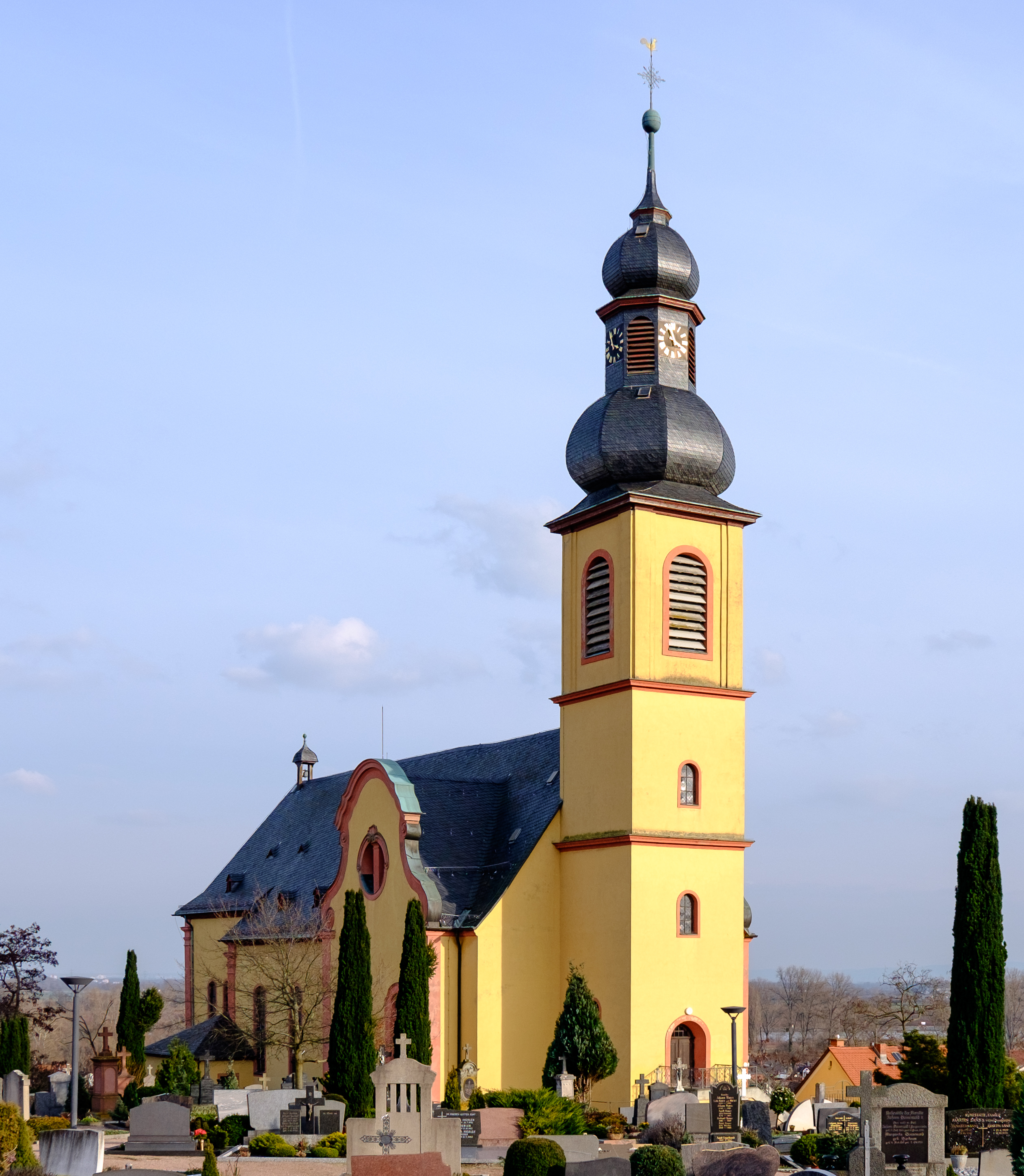
Pfarrkirche St. Gereon

Die katholische Pfarrkirche St. Gereon prägt das Ortsbild; sie wurde von 1716 bis 1731 erbaut und 1901 nach Westen erweitert. Der Glockenturm stammt von 1911. Im Innern sind der Hochaltar aus dem Mainzer Dom von 1697, die von Nikolaus Binterim geschnitzten Figuren von 1770, das Orgelgehäuse von 1739 und die einzigen Seccowandmalereien aus dem 18. Jh. im Bistum Mainz erwähnenswert.

#### Weitere Bauwerke

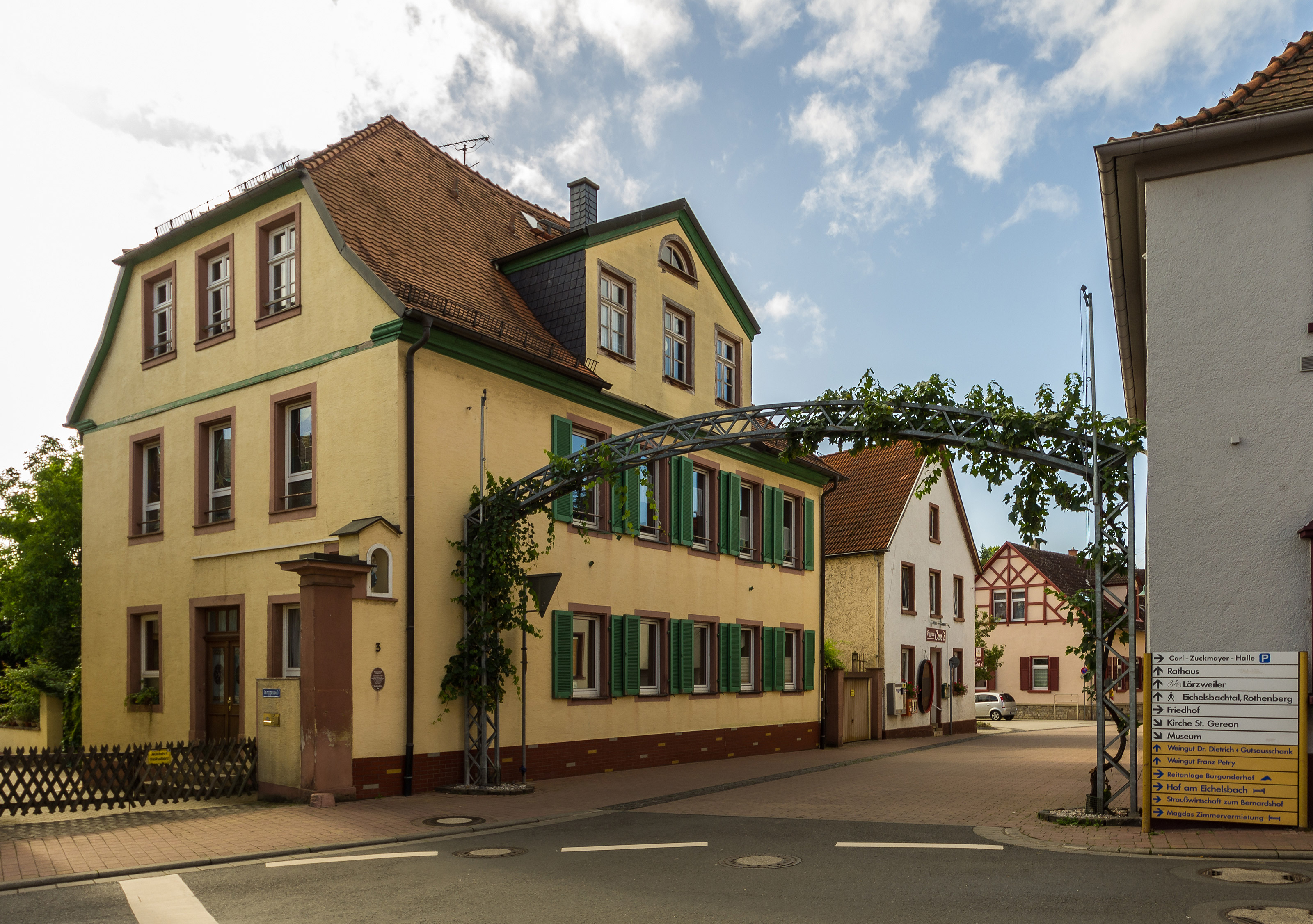
Zehnthof des Mainzer St. Stephansstifts

- Der Zehnthof des Mainzer St. Stephansstifts wurde um 1710 erbaut. Der stattliche barocke Krüppelwalmdachbau in der Langgasse 3 wurde teilweise mit Fachwerk errichtet und ist straßenbildprägend.
- Direkt daneben befindet sich der Hof des Mainzer Reichklaraklosters, ein barockes Fachwerkhaus, das ebenfalls aus dem frühen 18. Jahrhundert stammt.
- Die Bergkapelle wurde um 1616 südlich des Ortes als Wegekapelle inmitten der Weinberge erbaut, aber in der zweiten Hälfte des 19. Jahrhunderts komplett neugestaltet.

### Sport
- Die Turn- und Sportgemeinde 1906 (TuS 06) Nackenheim ist der größte Sportverein in Nackenheim und bietet eine breite Auswahl an sportlichen Aktivitäten an.[16]
- Der 1. FC Nackenheim (1. FCN) ist der örtliche Fußballverein, der 1953 gegründet wurde.[17]
- Der Ringerverein SV Alemania 1912, wurde ursprünglich als Fußballverein gegründet.[18]

### Regelmäßige Veranstaltungen
- Fastnachtssitzungen des Carneval-Verein Entenbrüder und der Katholischen Jugend Nackenheim. Am Fastnachtsdienstag Umzug durch die Ortsstraßen
- Prozession mit Johannisfeuer am Rhein zu Ehren von Johannes Nepomuk
- Rothenberglauf der TuS 06 Nackenheim im April (vor dem Gutenberg-Halbmarathon in Mainz)
- Wandertag der TuS 06 Nackenheim im April
- Pfarrfest an Fronleichnam
- Bürgerfest am 1. Sonntag im Juni, auf dem Marktplatz (seit 2023)
- Tag der offenen Tür der Freiwilligen Feuerwehr am letzten Wochenende im Juni
- Inselfest der DLRG Ortsgruppe-Nackenheim e. V. am vorletzten Wochenende im Juli
- Weinfest am letzten Wochenende im Juli
- Kirchweihfest am vierten Sonntag im September
- Freilicht-Theateraufführungen der Carl-Zuckmayer-Gesellschaft im Sommer
- Backfischfest des Angelsportvereins am idyllischen Angelweiher
- Stiftungsfest der TuS 06 Nackenheim am ersten Adventssonntag
- Adventsmarkt am zweiten Adventswochenende

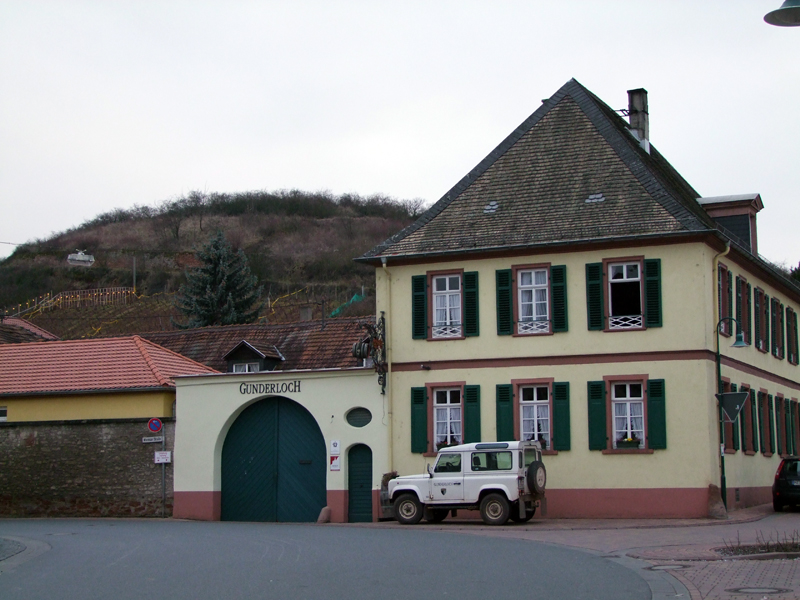
Weingut Gunderloch

## Wirtschaft und Infrastruktur

### Weinbau
Das Weingut Gunderloch ist Mitglied des Verbandes Deutscher Prädikatsweingüter (VDP).

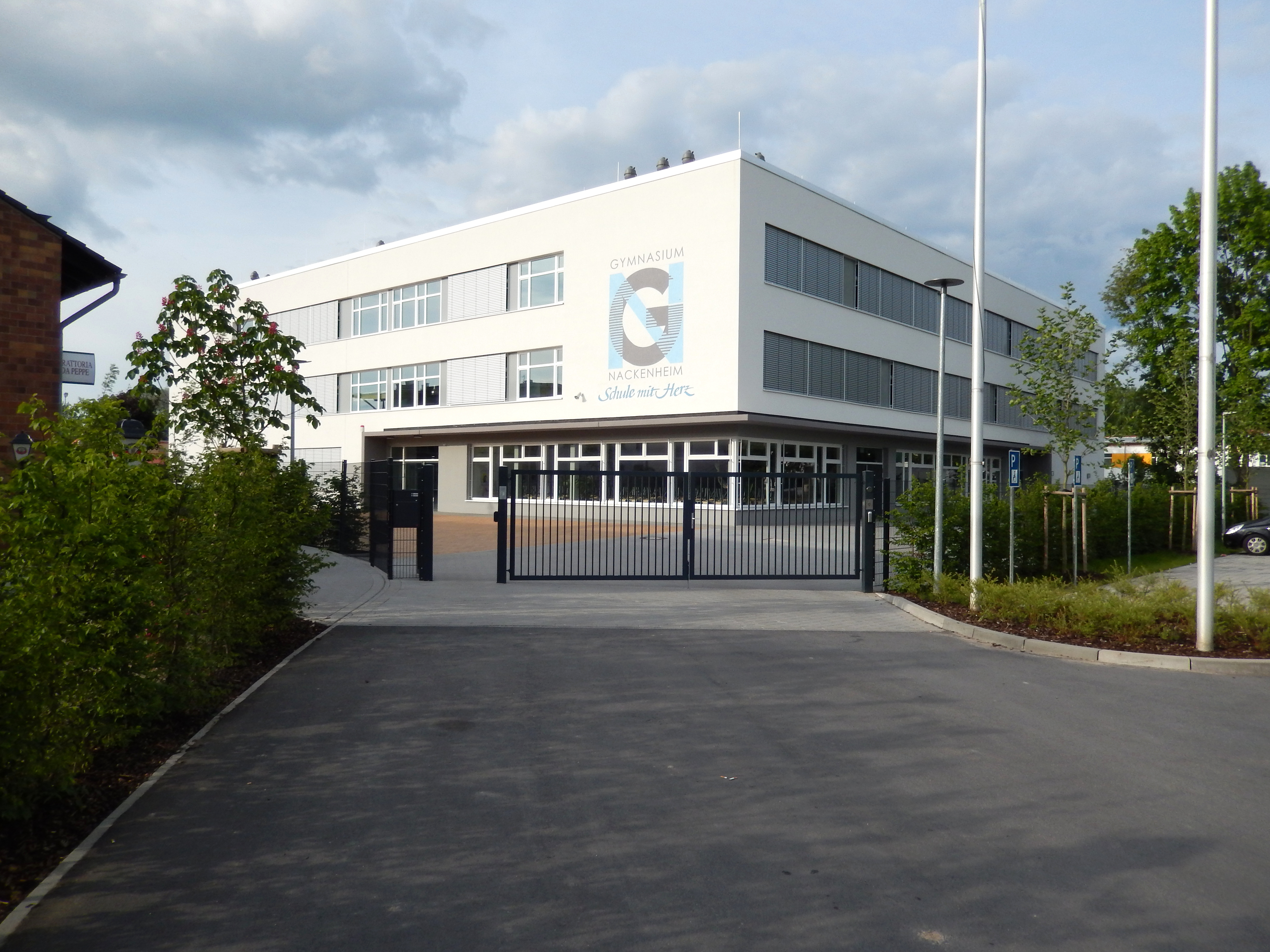
Das Gymnasium Nackenheim

### Bildung
- Carl-Zuckmayer-Grundschule
- Janusz-Korczak-Regionalschule (bis 2008)

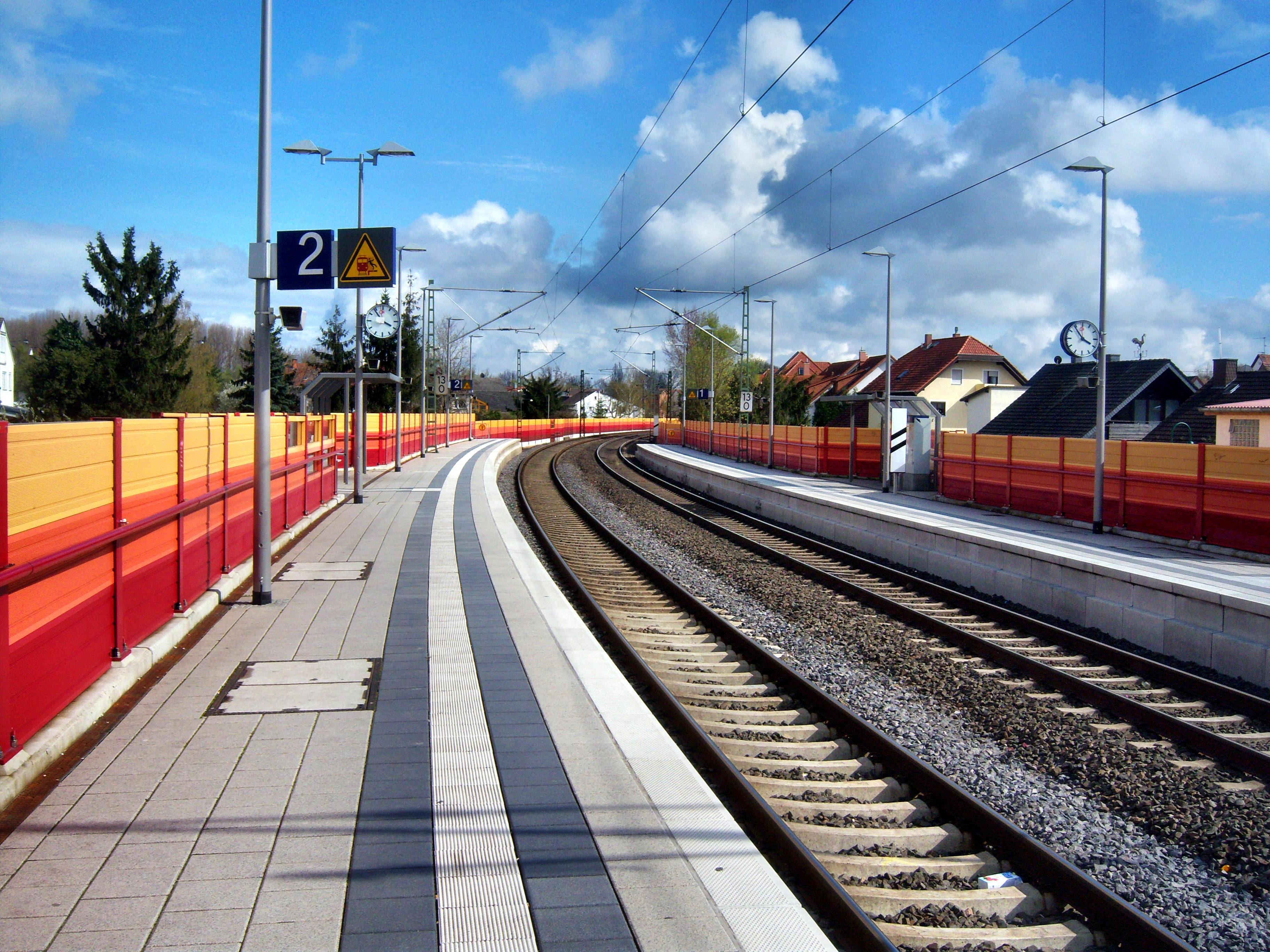
Der Nackenheimer Bahnhof an der Bahnstrecke Mainz–Mannheim

- Gymnasium Nackenheim (seit 2008)[19]

### Verkehr
- 14 km südlich von Mainz, die Bundesstraße 9 führt vierspurig zur A 60 (Anschlussstelle Mainz-Laubenheim); die A 60 ist Teil des Mainzer Autobahnrings
- Nackenheim liegt an der Bahnstrecke Mainz–Mannheim. Am Bahnhof Nackenheim halten halbstündlich, in Schwachverkehrszeiten stündlich, S-Bahnen der Linie S 6 der S-Bahn RheinNeckar; sie fahren die Richtung Süden nach Worms, Mannheim sowie teilweise Bensheim und Richtung Norden nach Mainz. Zusätzlich fährt seit 2022 die Buslinie 69, betrieben durch die Mainzer Mobilität und die KRN montags bis samstags (sowie zusätzlich bei diversen Dorffesten auch sonn- und feiertags[20]) als in beiden Richtungen befahrener Ring durch die VG Bodenheim. Somit besteht stündlich eine Verbindung von der Langen Ruthe in Bodenheim über Lörzweiler, Harxheim und Hechtsheim bis zur Mainzer Innenstadt bzw. stündlich eine Verbindung über Bodenheim/Lange Ruthe, Gau-Bischofsheim und Hechtsheim in die Mainzer Innenstadt.[21][22] Des Weiteren werden durch die KRN die Schullinien 662 (Oppenheim – Nierstein – Schwabsburg – Mommenheim – Lörzweiler – Harxheim – Gau-Bischofsheim – Nackenheim/Gymnasium)[23] und 667 betrieben. Letztere verbindet die Gemeinden der VG Bodenheim sowie Mommenheim, Selzen, Hahnheim, Zornheim und Sörgenloch mit dem Nieder-Olmer Schulzentrum.[24]
- Es gibt etliche Bootsstege am Rheinufer, ein Anlanden von Passagierschiffen ist nicht möglich.
- Radwege verbinden Nackenheim mit Bodenheim, Mainz, Nierstein und Lörzweiler. Der internationale Rheinradweg (Andermatt – Rotterdam) führt durch den Ort.

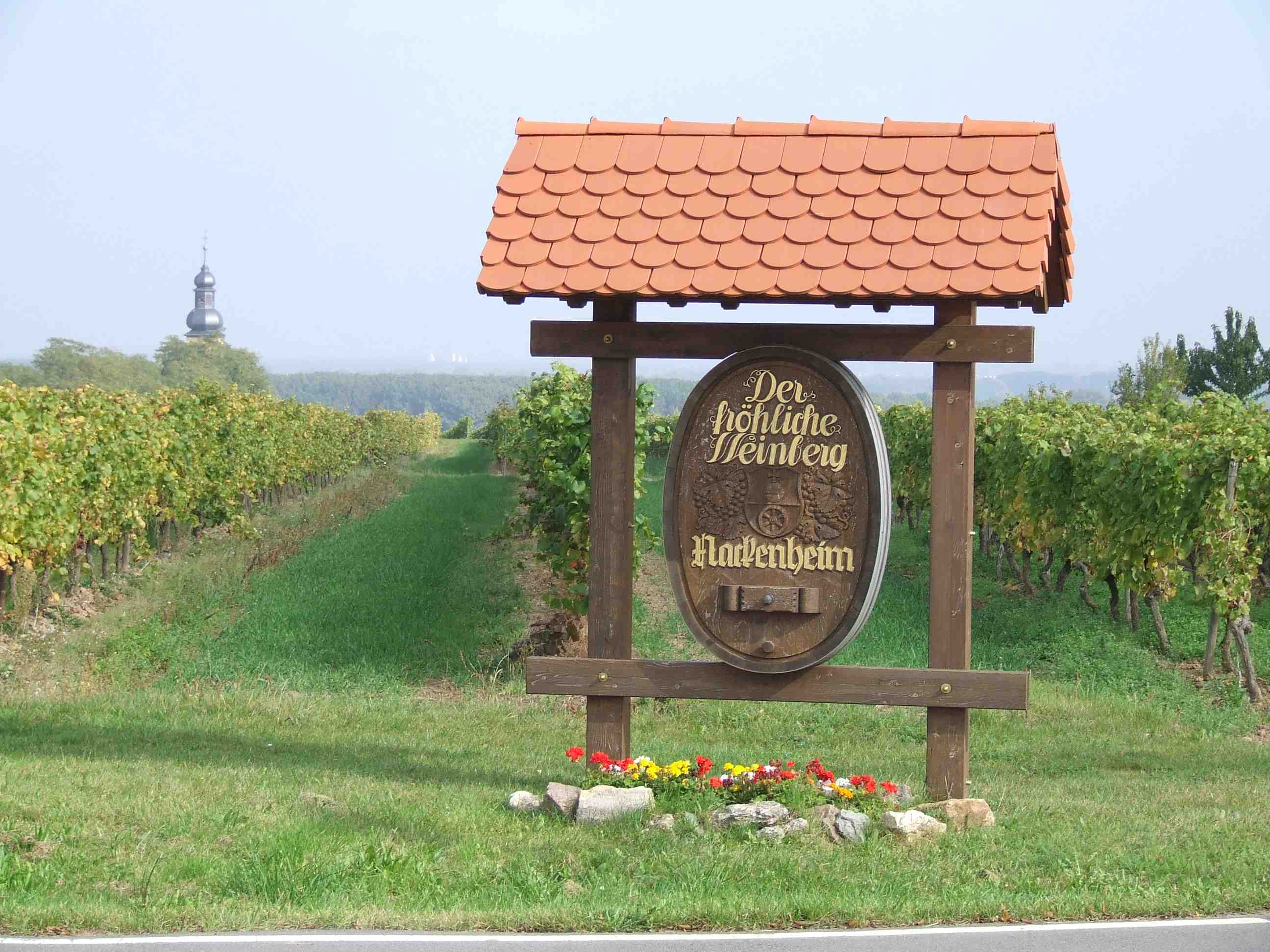
Der fröhliche Weinberg in Nackenheim

## Persönlichkeiten

### Söhne und Töchter der Gemeinde

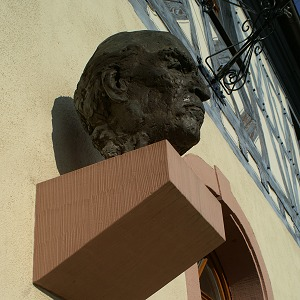
Erinnerung an Carl Zuckmayer

- Carl Zuckmayer (1896–1977), Schriftsteller. In seinem Stück Der fröhliche Weinberg hat er seiner Heimat ein bleibendes Denkmal gesetzt. Eine Büste am Eingang der Ortsverwaltung erinnert noch heute an ihn.
- Eduard Zuckmayer (1890–1972), Musikpädagoge, Komponist und Pianist
- Matthias Pier (1882–1965), Chemiker vor allem auf den Gebieten der Kohlehydrierung
- Regine Usinger (* 1958), später Usinger-Frank, Deutsche Weinkönigin 1980/1981
- Ansbert Herdt (* 1966), Gründer des Herdt-Verlags
- Robin Maximilian Mayer Rumbombe (* 1990), Partyschlagersänger

### Persönlichkeiten, die am Ort gewirkt haben
- Christine Darmstadt war eine sehr bekannte Hebamme zu Zeiten des Zweiten Weltkriegs und bis in die 1950er Jahre hinein. Ihr Haus steht am Fuße der Christine-Darmstadt-Straße, welche zum Neubaugebiet „Am Sprunk“ führt. Sie wurde in den 1960er Jahren zur Nackenheimer Ehrenbürgerin ernannt.
- Carl Zuckmayer sen. (1864–1947), Unternehmer
- Hanna-Renate Laurien (1928–2010), deutsche Politikerin (CDU), ehemalige Kultusministerin des Landes Rheinland-Pfalz sowie ehemalige Präsidentin des Abgeordnetenhauses von Berlin, lebte in den 1970er Jahren in Nackenheim.
- Marianne Grosse (* 1962), deutsche Politikerin (SPD), Dezernentin für Bauen, Denkmalpflege und Kultur der Landeshauptstadt Mainz, lebt bis 2018 in Nackenheim.